# Centro Deportivo de Chengdu
El Centro Deportivo de Chengdu (chino: 成都市体育中心) es un estadio multipropósito ubicado en Chengdu, China.
El escenario fue usado durante la fase de grupos de la Copa Mundial Femenina de Fútbol de 2007, y posteriormente fue sede de la final de la Copa Asiática Femenina de la AFC de 2010.